# 민물꼬치고기속
민물꼬치고기속(Esox)은 민물꼬치고기목에 속하는 조기어류 속의 하나이다. 현존하는 민물꼬치고기과(Esocidae)의 유일속이다. 팔레오기 시기부터의 북아메리카와 유럽, 유라시아 지역의 토착 어류이다.
대형 민물꼬치고치류는 구북구와 신북구 생물 지리구에서 발견되며, 북아메리카 북부 지역과 서유럽부터 시베리아에 이르는 유라시아 지역에 분포한다.

## 하위 종
현재, 7종이 알려져 있다.
- Esox aquitanicus
- Esox americanus
  - Esox americanus americanus
  - Esox americanus vermiculatus
- Esox cisalpinus
- 강꼬치고기 (Esox lucius)
- Esox masquinongy
- Esox niger
- Esox reichertii